# Dicroscopio

Dicroscopio de calcita

El dicroscopio es un instrumento de bolsillo utilizado en gemología para examinar piedras preciosas. Gemólogos experimentados pueden distinguir fácilmente las gemas artificiales de las naturales examinando su pleocroísmo utilizando este dispositivo. También se usa en geología y mineralogía para la identificación de distintos minerales que presentan cristales translúcidos.
Hay dos tipos de dicroscopios disponibles: los basados en un cristal de calcita y los polarizadores. De los dos, el de calcita da mejores resultados y es ampliamente utilizado por los gemólogos profesionales.  Con el tipo de polarización (el precio del aparato es mucho menor), solo puede observarse un color del pleocroísmo a la vez, lo que hace que el proceso de identificación sea más largo y difícil.
El dicroscopio viene siendo utilizado al menos desde principios del siglo XIX.